# Comté de Leavenworth
Le comté de Leavenworth est l’un des 105 comtés de l’État du Kansas, aux États-Unis, à la frontière avec le Missouri. Il a été fondé le 25 août 1855.
Siège et plus grande ville : Leavenworth.

## Démographie

Pyramide des âges.

## Géolocalisation
| Comté d’Atchison   | Comté de Platte (Missouri) |                    |
| Comté de Jefferson | Comté de Leavenworth       | Comté de Wyandotte |
| Comté de Douglas   |                            | Comté de Johnson   |